# Takīs Maurīs
Takīs Maurīs (in greco: Τάκης Μαυρής; Limassol, 5 giugno 1956) è un ex calciatore cipriota, di ruolo centrocampista.

## Carriera
Tra il 1976 e il 1984 ha giocato 17 partite per la nazionale cipriota segnando il suo unico gol contro l'Italia nel febbraio 1983.